# Balsamo (cognome)
Balsamo è un cognome di lingua italiana.

## Varianti
Balsamelli, Balsamini, Balsimelli, Balsimini, Balsomini, Balzamo.

## Origine e diffusione
Il cognome è tipicamente meridionale.
Potrebbe derivare da un soprannome benaugurale, dal latino balsamum, "albero di balsamo", o dal toponimo Cinisello Balsamo.
La variante Balzamo è napoletana.

## Persone
- Francesco Balsamo - medico e botanico italiano
- Ignazio Balsamo – attore italiano
- Maddalena Balsamo – attrice italiana
- Mario Balsamo – regista italiano